# 金東元
金 東元（キム・ドンウォン、朝鮮語: 김동원、1882年または1884年2月1日 - 没年不詳）は、日本統治時代の朝鮮の独立運動家、教育者、大韓民国の政治家。制憲韓国国会議員、初代国会副議長。本貫は全州金氏。
小説家の金東仁は腹違いの弟。

## 経歴
平安南道の平壌市倉田または大同郡出身。1903年、平壌日語学校卒。私立中学郁文館（現・郁文館中学校・高等学校）卒、明治大学法科中退、法政大学卒業または中退。1910年から平壌崇実学校・大成学校・崇徳学校・崇賢女子学校教師、大成学校校長、崇仁学校・崇義学校・崇実学校・セブランス医学専門学校理事または理事長、木材商、平壌ゴム工場経営者を務めたほか、1911年に寺内正毅暗殺事件（105人事件）により1年半投獄され、1922年に安昌浩の興社団の国内組織である同友倶楽部を組織し、1925年に修養同友会に、1930年に同友会にそれぞれ改編した。1934年に朝鮮少年斥候隊平壌連盟の幹部としてボーイスカウト運動を展開したが、1939年の同友会事件により再び投獄された。光復後は大成学院の設立・運営者、米軍政長官顧問、平壌の建国準備委員会メンバー、韓国民主党企画部長を経て、1948年の初代総選挙では韓国民主党の候補として国会議員に当選し、初代国会副議長（1948年5月31日〜1950年5月30日）を務めた。朝鮮戦争の際、北朝鮮に拉致され以後消息不明。

## 親日派疑惑
1937年7月31日、平壌での愛国団体時局懇談会の共同組織者を務めた。また、平壌商工会議所の会頭も務めたため、平壌で多くの親日協力活動を行ったと見られる。ただ、その時の金は平壌有数の資産家で、戦時中に資産、地位、身辺安全などのために協力しなければならないという事情があり、根本的な精神は親日ではないという評価もある。1948年の民族政経研究所が出した『親日派群像』でも尹致昊と一緒に取り上げられ、「自発的に出て誠心で活動した者」とした上、「親日と戦争協力が正しくないと知っていても、自分の財産または地位の保全、身辺の安全などのために行った者」に分類された。